# Cour suprême spéciale
En Grèce, la Cour suprême spéciale (en grec moderne : Ανώτατο Ειδικό Δικαστήριο / Anótato Idikó Dikastírio) est prévue à l'article 100 de la Constitution grecque de 1975. Il ne s'agit pas d'une cour permanente et elle ne siège que lorsqu'une affaire relevant de sa compétence spéciale se présente. Elle est considérée comme la cour suprême constitutionnelle et électorale de Grèce.
Ses décisions sont irrévocables et contraignantes pour tous les tribunaux, y compris les cours suprêmes. Cependant, la Cour suprême spéciale n'a pas de relation hiérarchique avec les trois Cours suprêmes (la Cour de cassation, le Conseil d'État et la Cour des comptes (en). Elle n'est pas considérée comme supérieure à ces tribunaux et n'appartient à aucune branche (civile, pénale, administrative) du système judiciaire grec.

## Composition
Selon l'article 100 de la Constitution, la Cour suprême spéciale est composée de onze membres. À savoir :
- les présidents des trois cours suprêmes,
- quatre membres de la Cour de cassation, choisis par tirage au sort pour un mandat de deux ans,
- quatre membres du Conseil d'État, choisis par tirage au sort pour un mandat de deux ans.

La Cour est présidée par le plus ancien des présidents de la Cour de cassation ou du Conseil d'État.
Dans les cas de conflits entre l'administration et les tribunaux ou entre les tribunaux administratifs et civils ou entre la Chambre des comptes et les autres tribunaux, mais aussi pour résoudre un litige sur la constitutionnalité d'une disposition légale ou sur le sens réel d'une disposition légale, la Cour suprême spéciale comprend deux membres supplémentaires : deux professeurs de droit (titulaires), désignés par tirage au sort.

## Juridiction
La compétence de la Cour suprême spéciale est strictement définie par la Constitution (article 100). De ce fait :
- Elle juge les recours contre la validité des résultats des élections législatives.
- Elle contrôle la validité des résultats des référendums.
- Elle décide de la destitution d'un membre du Parlement, conformément aux dispositions constitutionnelles.
- Elle résout les conflits entre l'administration et les tribunaux ou entre les tribunaux administratifs et civils ou entre la Cour des comptes et les autres tribunaux.
- Elle résout un litige sur la constitutionnalité d'une disposition légale ou sur le sens réel d'une disposition légale.
- Elle décide si une règle de droit international appartient au droit international coutumier.

## Source de la traduction
- (el) Cet article est partiellement ou en totalité issu de l’article de Wikipédia en grec moderne intitulé « Supreme Special Court » (voir la liste des auteurs).